# Card pairing
 (septembre 2022).
Si vous disposez d'ouvrages ou d'articles de référence ou si vous connaissez des sites web de qualité traitant du thème abordé ici, merci de compléter l'article en donnant les références utiles à sa vérifiabilité et en les liant à la section « Notes et références ».
Le mode Card Pairing (« association de carte ») est un système de gestion de droits et de Contrôle d'accès (télévision), associant obligatoirement la carte d'abonné avec le récepteur ou le terminal de télévision selon le principe du QEV (Qui êtes-vous ?) Il est exploité par certains éditeurs/diffuseurs de chaînes à péage (par satellite, câble, xDSL TV, TNT…)
Le principe consiste à identifier une carte d'abonnement et un récepteur (ou terminal) spécifiques et à les associer obligatoirement. Une fois glissée dans l'appareil, un échange de données validé par la télédiffusion numérique provenant de l'opérateur, verrouille leur association.
Le fonctionnement de la carte et éventuellement celui du récepteur peuvent être bloqués, dès lors qu'une carte d'abonnement est glissée dans un appareil auquel elle n'est pas associée officiellement.
Le même type de système est en vigueur chez les opérateurs de téléphonie mobile.
En France, Canalsat commercialise une offre exploitant des cartes seules avec Contrôle d'accès (télévision) Viaccess disposant de cette sécurisation.